# Heliconius kayei
Heliconius kayei är en fjärilsart som beskrevs av Heinrich Neustetter 1929. Heliconius kayei ingår i släktet Heliconius och familjen praktfjärilar. Inga underarter finns listade i Catalogue of Life.